# Константіновський Вячеслав Леонідович
Вячесла́в Леоні́дович Константіно́вський (нар. 11 листопада 1960, Київ) — український бізнесмен, політик, мультимільйонер. Був народним депутатом від мажоритарного округу в Києві від політичної партії «Народний фронт» на парламентських виборах 2014 року.

## Біографічні відомості
Народився 11 листопада 1960 року в Києві. Майстер спорту з класичної боротьби. Закінчив Національний Університет фізичного виховання і спорту України. Має брата-близнюка Олександра, з яким разом побудував бізнес у сфері громадського харчування та нерухомості.

## Кар'єра
У бізнесі Константіновський почав свою кар’єру в середині 1980-х років. Він також прожив сім років у Сполучених Штатах, де розширив свої знання і досвід. Повернувшись до України у 1997 році, Константіновський і його брат володіли мережею ресторанів та іншими бізнесами, включаючи холдинг “Київ-Донбас”, мережу ресторів «Пузата Хата» і “Carte Blanche”.
Після початку війни на Донбасі у 2014 році Константіновський добровільно приєднався до батальйону “Київ-1” і продав свій Rolls-Royce Phantom, а отримані кошти передав на підтримку української армії.
У 2014 році він був обраний народним депутатом України. На позачергових виборах до парламенту 26 жовтня отримав перемогу в одномандатному окрузі № 220 у Києві, набравши майже 33 % голосів. Але у 2017 році відмовився від мандата, назвавши ці три роки “найтемнішими в своєму житті” . За даними на 2015 рік, Костантиновський був найбагатшим депутатом Верховної Ради, задекларувавши значні фінансові ресурси та цінності 

## Особисте життя
В’ячеслав Леонідович Константіновський в 2009 році одружився з моделлю Юліаною Дементьєвою, з якою виховує доньку Стефанію. 
Також, від попереднього шлюбу у Вячеслава є син — Максиміліан Константиновський. 

## Сім'я
Френкель Лідія Леонтівна (31 березня 1938 – 15 листопада 2012) — мама. Працювала в Інституті надтвердих матераіалів
Константиновський Леонід Петрович (19 січня 1937 – 5 липня 2019) — тато. Головний інженер-проектувальник, архітектор в Київпроект, Головний проектувальник лижних трамплінів на Олімпійському (раніше Республіканському) стадіоні.
Константиновська Тетяна Львівна – бабуся. Начальниця польового госпіталю, головний лікар евакуаційного потягу років Другої Світової війни.
Брат Тетяни Львівни (двоюрідний дідусь Вячеслава) — Абашев-Константиновський Авраам Львович,  український лікар-психіатр, доктор медичних наук. Завідувач кафедри психіатрії Київського медичного інституту. 
Фішман Петро Рафаїлович — дідусь, директор Національного інституту раку в 1933 році.
Константиновський Георгій Абрамович (1923-1999) — дядько. Гістолог, доктор медичних наук (1970), професор (1984).